# HMS Woodpecker (U08)
«Вудпеккер» (англ. HMS Woodpecker (U08) — військовий корабель, шлюп типу «Блек Свон» Королівського військово-морського флоту Великої Британії за часів Другої світової війни.
Шлюп «Вудпеккер» був закладений 21 лютого 1941 року на верфі компанії William Denny and Brothers у Дамбартоні. 29 червня 1942 року він був спущений на воду, а 14 грудня 1942 року увійшов до складу Королівських ВМС Великої Британії.
Корабель брав активну участь у бойових діях на морі в Другій світовій війні, бився у Північній Атлантиці, біля берегів Франції, Англії, супроводжував атлантичні конвої. В ході війни служив у ескортних групах супроводу транспортних конвоїв та був успішним протичовновим кораблем, на рахунку якого сукупно знищення шести підводних човнів: U-119, U-449, U-504, U-762, U-424 і U-264. За проявлену мужність та стійкість у боях бойовий корабель заохочений двома бойовими відзнаками.

## Історія служби
Після введення в експлуатацію «Вудпеккер» призначили до складу сил охорони транспортних конвоїв. У квітні шлюп увійшов до 2-ї ескортної групи під командуванням командира Ф. Дж. Волкера, що відзначилася як надзвичайно результативна та ефективна група протичовнової боротьби британського флоту.
У червні 2-га ескортна група прибула в Біскайську затоку. 24 червня «Вудпеккер» разом з іншими кораблями виявили та знищили два підводні човни, U-119 і U-449, неподалік від мису Ортегаль.
30 липня група вступила в бой із трьома підводними човнами, які вже були піддані повітряному нападу; всі троє були знищені, а «Вудпеккер» записав на свій рахунок потоплення U-504.
У січні 1944 року «Вудпеккер» після тривалого ремонту повернувся до своєї ескортної групи, яка цього разу виконувала завдання з протичовнової оборони у Південно-Західних підходах. У лютому шлюп взяв участь у знаменитому епізоді «Шість в одному поході», коли британці затопили шість німецьких U-Boot, а рахунок «Вудпеккера» поповнився знищенням трьох підводних човнів. 8 лютого, підтримуючи конвой SL 147/MKS 38, 2-га ескортна група знищила три підводні човни; «Вудпеккер» і «Вайлд Гус» потопили U-762. Через три дні британські шлюпи «Вудпеккер» і «Вайлд Гус» впіймали та знищили U-424. 19 лютого, забезпечуючи прикриття конвою ON 224, після семигодинного полювання «Вудпеккер» у команді з «Старлінг» і «Спей» знищили U-264.
20 лютого 1944 року під час супроводження конвою ON 224, «Вудпеккер» був уражений у корму акустичною торпедою G7es, випущеної з U-256. Шлюп був взятий на буксир іншим шлюпом до Девонпорта, але 27 лютого під час буксирування через жорсткий шторм пошкоджений «Вудпеккер» перекинувся і затонув поблизу архіпелагу Сіллі. Екіпаж, включаючи деяких полонених з U-264, був врятований корветами «Азалія» і «Чіллівок».
«Вудпеккер» був єдиним кораблем 2-ї ескортної групи, який було затоплено у війні. В цілому за час воєнних дій ця група кораблів флоту здобула 23 перемоги.